# Кривцов, Анатолий Иванович
Анато́лий Ива́нович Кривцо́в (7 декабря 1933, с. Кривцово, Яковлевского р-на Белгородской обл. — 8 октября 2010, г. Москва) — советский и российский геолог,  доктор геолого-минералогических наук, профессор, кавалер Ордена Почета, заслуженный деятель науки РСФСР, лауреат Государственной премии СССР. Зам. директора ЦНИГРИ по научной работе (1981—1984 и с 1991 по 2010).

## Биография
Родился в селе Кривцово  Томаровского р-на Курской области (ныне — Яковлевского р-на Белгородской обл.). Окончил Старооскольский геологоразведочный техникум (1953), после чего работал геологом, затем главным геологом рудника советского загранпредприятия в Чехословакии (1953—1957).
В 1962 окончил геологический факультет МГУ и был оставлен в аспирантуре при том же факультете.
В 1965 году защитил диссертацию на соискание учёной степени кандидата геолого-минералогических наук.
С 1975 года — доктор геолого-минералогических наук, с 1982 года — профессор.
С 1965 по 1981 — научный сотрудник, заведующий сектором ЦНИГРИ. Начиная с 1981 и по 1984, а затем в 1991-2010 годах — зам. директора ЦНИГРИ по научной работе.
Член коллегии Министерства геологии СССР, начальник Управления научно-исследовательских организаций, начальник Отдела научно-технического прогресса (1984—1991).
Одновременно был профессором кафедры полезных ископаемых МГРИ (МГГА) (1983—1995), вел лекционные курсы по геологии полезных ископаемых и металлогении.
Скоропостижно скончался в Москве 8 октября 2010 года.

## Научная деятельность
Автор более 400 печатных работ, из них 40 монографии.
Являлся  одним из лидеров отечественной металлогении, геологии рудных месторождений, их прогноза и поисков, разработки систем управления использованием и развитием минерально-сырьевой базы страны.
Занимался разработкой и реализацией методов прогноза и поисков месторождений на базе рудно-формационного анализа. Создал систему управления научно-техническим прогрессом в Мингеологии СССР, реформирования отраслевой науки с переводом НИИ на хозрасчетные основы, организации международного сотрудничества — с США, Австралией, странами СЭВ (1984—1991).
Осуществлял координацию работ по сверхглубокому бурению в СССР.
Возглавлял разработку системы моделей рудных месторождений (с 1989).
Открыл новый рудный район на Урале (1980), первооткрыватель месторождения (1991).
Подготовил более 20 кандидатов и докторов наук.

## Общественная деятельность
Вел большую общественную работу, являясь зам. председателя Национального комитета геологов СССР (1986—1991), координатором сотрудничества между Мингеологии СССР и Геологической службой США (1989—1991),  вице-президентом фонда В. И. Смирнова (с 1993), вице-президентом Международной академии минеральных ресурсов (с 1994), членом Международной ассоциации по генезису рудных месторождений (МАГРМ) (с 1987).
Был главным редактором журнала "Отечественная геология" (бывш. «Советская геология») (с 1988), а также заместителем главного редактора журнала "Руды и металлы" (с 1992). Входил в редколлегию издательства металлогенических карт СССР, был главным редактором карты полезных ископаемых Кубы.

## Признание, награды
- Государственная премия СССР (1980) за открытие новых меденосных провинций, а на Урале — нового рудного района[4].
- Заслуженный деятель науки РСФСР (1991).
- Отличник разведки недр (1983, 1986).
- Почетный разведчик недр (1984).
- Премия Мингеологии СССР (1987) за разработку «Методических руководств по оценке прогнозных ресурсов», три издания которых стали научной основой формирования минерально-сырьевой базы СССР и широко используется в РФ и странах СНГ.
- Премия Правительства Российской Федерации в области науки и техники (2000) за комплект карт экзогенной золотоносности и платиноносности Российской Федерации[5].
- Премия Правительства Российской Федерации в области науки и техники (2007) за научное обоснование, создание и реализацию системы прогноза и воспроизводства минерально-сырьевой базы благородных и цветных металлов.
- Почетная грамота Президента Российской Федерации (2010) за работу в качестве эксперта нижней палаты Федерального собрания Государственной Думы.
- Национальная премия «Человек года».
- Премия им. А.Н.Косыгина.
- Действительный член РАЕН.

## Публикации
Основные публикации:
- Кривцов А. И. Палеовулканизм эвгеосинклинальных зон Урала и колчеданообразование. — М.: Недра, 1979. — 169 с.
- Кривцов А. И. Геологические основы прогнозирования и поисков меднопорфировых месторождений. — М.: Недра, 1983. — 256 с
- Принципы и методы прогноза скрытых месторождений меди, никеля и кобальта / М. Б. Бородаевская, А. И. Кривцов, А. П. Лихачев и др.]. — М.: Недра, 1987. — 245 с.
- Кривцов А.И. Прикладная металлогения. — М..: Недра, 1989. — 286 с. — ISBN 5-247-00648-8
- А. И. Кривцов, П. Д. Яковлев Структуры рудных полей и месторождений, металлогения и прогноз рудоносности: Учеб. для геол. спец. — М. : Недра, 1991. — 382 с. — ISBN 5-247-01827-3
- Геологическая служба и развитие минерально-сырьевой базы: Прил. "Орг. и персоналии"/ Сост. Л. Л. Войтчак и др.; гл. ред. А. И. Кривцов. — М. : ЦНИГРИ, 1993. — 160 с. — ISBN 5-85657-003-0
- А. И. Кривцов, И. Ф. Мигачев Металлогения андезитоидных вулкано-плутонических поясов/  Серия методических руководств по геодинамическому анализу при геологическом картировании / М-во природ. ресурсов Рос. Федерации. Межрегион. центр по геол. картографии (Геокарт). Центр. науч.-исслед. геологоразведоч. ин-т цв. и благород. металлов (ЦНИГРИ). — М.: Ч. 1. — 1997. — 326 с. ISBN 5-85657-080-4; Ч. 2: Китай, Монголия, Урал. — 1999. — 267 с. — ISBN 5-85657-088-X
- Кривцов А. И. Зарубежная минерально-сырьевая база на рубеже веков — ретроспектива и прогнозы: обзор-анализ; Центр. науч.-исслед. геол.-развед. ин-т цв. и благород. металлов, Междунар. акад. минерал. ресурсов. — М.: ЦНИГРИ, 1998. — 116 с. — ISBN 5-85657-085-5